# TAV Rio–São Paulo

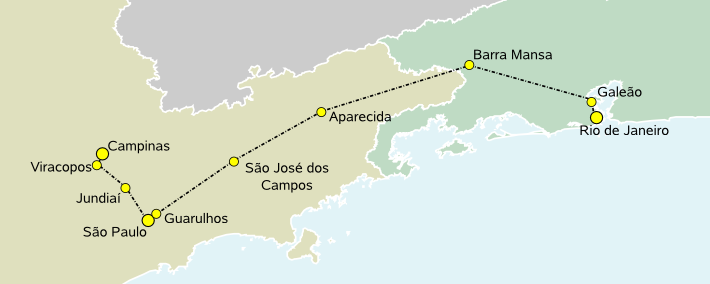
Mapa do trajeto planejado originalmente.

O Trem de Alta Velocidade Rio-São Paulo (TAV RJ-SP, TAV Brasil, ou EF-271) é a principal linha do projeto do governo federal de trem de alta velocidade no Brasil que tem a função de interligar as duas principais metrópoles brasileiras: São Paulo e Rio de Janeiro. Apesar de estar previsto desde 2007, ele nunca saiu do papel, porém, em 22 de fevereiro de 2023, este projeto foi retomado após sua autorização pela Agência Nacional de Transportes Terrestres.
Inclusive, chegou-se a criar uma empresa estatal com a função de projetar essa ferrovia, chamada Empresa de Planejamento e Logística (EPL), a qual se fundiu em 2022 com a também estatal Valec para constituir a Infra S.A.

## História
Um projeto antigo do governo do estado de São Paulo já previa a instalação de um ramal de trem ligeiro entre Campinas e São Paulo, denominado trem Expresso Bandeirantes. Como alternativa, o novo estudo técnico de viabilidade incluiu ligar Campinas, São Paulo e Rio de Janeiro numa só linha de 998.1 km de extensão.
Entretanto, o projeto, que tinha a data-limite de conclusão das obras prevista para 1.º de janeiro de 2019, e data-limite para entrada em operação prevista para 30 de junho de 2020, nunca saiu do papel, pois revelou-se economicamente inviável: houve 3 leilões para atrair empresas interessadas em arcar com os custos, mas não se conseguiu atrair nenhuma, já que a estimativa do Governo Federal, de 34 bilhões de reais, era bem inferior à estimativa das empresas, de mais 50 bilhões de reais.
Além da integração de três regiões metropolitanas, o TAV ligaria os dois maiores aeroportos internacionais do Brasil: Guarulhos e Galeão, além de Viracopos. Haveria, porém, a desativação do aeroporto Campo de Marte, em Santana, na zona norte da capital paulista, onde seria implantado um terminal de passageiros e o pátio de manobras dos trens.

### Leilões frustrados
A intenção do governo, inicialmente, era de que o "trem-bala" estivesse pronto para a Olimpíada de 2016, no Rio de Janeiro. Porém, atrasos na preparação do edital de licitação apresentados em outubro de 2009 comprometeram o prazo de início das obras e o projeto não estaria pronto a tempo. Novos atrasos adiaram o processo de licitação para abril de 2011 e, depois, para julho. A possibilidade de apenas um consórcio, o coreano, de entrar na disputa, foi um dos argumentos para o adiamento do leilão.
A data final para a entrega das propostas foi adiada para o dia 11 de julho de 2011. A sessão pública do leilão ficou para o dia 29 do mesmo mês; entretanto, não houve entrega de propostas neste dia por parte dos consórcios envolvidos. Devido a isto, o edital foi dividido em duas etapas: a primeira para determinar qual empresa gerenciaria o projeto quando pronto e qual disponibilizaria a tecnologia de operação, e a segunda determinaria qual construiria o projeto. O edital da primeira etapa seria publicado em outubro de 2011 e o leilão ocorreria em fevereiro de 2012, e o edital da segunda etapa seria publicado no fim de 2012.
Após três tentativas frustradas de realizar o leilão, o projeto do trem de alta velocidade foi adiado por conta da falta de interesse das empresas privadas e das más condições econômicas do país. Contudo, o governo afirmava que o projeto do trem-bala ainda era um objetivo e esperava retomá-lo em 2015.
O custo inicialmente previsto pelo governo federal para a conclusão de todo projeto era de 23 bilhões de reais, dos quais 20,8 bilhões seriam financiados pelo BNDES.

### Autorização da ANTT e retomada do projeto
Após autorização emitida pela ANTT, em fevereiro de 2023, uma empresa privada ganhou uma licença para construir e operar a linha, que teve o projeto reformulado. No novo projeto, foram eliminadas as paradas no Galeão, em Aparecida e em Guarulhos, e a de Barra Mansa foi transferida para a cidade vizinha, Volta Redonda, enquanto que a estação do Rio de Janeiro ficará no bairro Santa Cruz, fazendo integração com a estação homônima da Linha Deodoro/Santa Cruz da SuperVia, e a de São Paulo ficará no bairro Pirituba, fazendo integração com a estação homônima do Serviço 710 da CPTM, que absorverá o ramal entre São Paulo e Campinas para a criação do Trem Intercidades, além de uma futura integração com a linha 6-Laranja do metrô.

## Vantagens
As principais vantagens da implantação deste TAV (trem de alta velocidade), como modal de transporte, são estas:
- Viabilizar o desenvolvimento socioeconômico das cidades situadas ao longo da ferrovia, promovendo a geração de diversos empregos diretos e indiretos, contribuindo para a melhor distribuição populacional e da produção econômica, além de reduzir a aglomeração das grandes metrópoles;[22][23]
- Oferecer uma nova alternativa de transporte, dotada de boa competitividade de preço e qualidade em comparação às viagens aéreas, aliviando o sistema aeroportuário, rodoviário e urbano, o que contribuiria para a redução dos valores das passagens;[22][23]
- Dimunuir o tempo das viagens, com baixa probabilidade de atrasos e no shows;[22][23]
- Reduzir o número de acidentes e o congestionamento nas rodovias;[22][23]
- Reduzir a emissão de carbono (CO²) proporcionada pelo setor de transportes, pois o modal ferroviário possui uma pegada de carbono inferior ao transporte aéreo, além de também contribuir com a diminuição da poluição atmosférica;[22][23][24].
- Estimular o empreendedorismo, ao facilitar o deslocamento de executivos, consultores e mão de obra qualificada.[22][23]

De acordo com o Ministério dos Transportes, a escolha das regiões metropolitanas do Rio de Janeiro e de São Paulo para a implantação do modal se deve ao fato de elas reunirem as condições geográficas e econômicas ideais para esse tipo de projeto, como o fato de agregarem as duas maiores populações do Brasil, além de representarem mais de 40% do Produto Interno Bruto (PIB) brasileiro, o que justifica a lógica clássica aplicada aos trens de alta velocidade pelo mundo, a exemplo da ligação Tóquio-Osaka (Japão), cidades que, no entanto, contavam com menor número de habitantes do que as duas metrópoles brasileiras quando houve a instalação do trem-bala.

## Críticas
Diversos setores vinculados ao transporte aéreo promoveram críticas ao projeto de Trem-Bala. A Associação Brasileira de Aviação Geral (Abag) e a Associação dos Concessionários, Empresas Aeronáuticas e Usuários do Campo de Marte (Acecam) lançou uma campanha de lobbying argumentando que a desativação do Aeroporto de Campo de Marte para a implantação de um pátio de manobras do novo trem traria inúmeros prejuízos a aviação executiva.
Outros viam inviabilidade econômica no projeto, como o fluxo necessário de passageiros de acordo com estudo do [carece de fontes?] seria de 32 milhões de pessoas. O total de viagens entre as duas capitais em 2006 totalizou a 8 milhões. Assim, além de quadruplicar em poucas décadas, o fluxo deveria ocorrer unicamente pelos trilhos. As empresas de aviões, ônibus e carros certamente iriam reagir à competição nova.[carece de fontes?]
Em 2012, Itália bloqueou contas do Brasil em ação envolvendo trem-bala.
Uma crítica técnica ao projeto se refere ao tipo de tecnologia empregada nesse projeto (se seria a tecnologia roda-trilho ou uma das tecnologias de levitação existentes), pois, de acordo com o engenheiro Richard M. Stephan, considerando que o propósito do TAV seria torná-lo um elemento propulsor do parque tecnológico e industrial brasileiro, não faria sentido manter a opção pelo sistema tecnológico baseado na roda-trilho, sendo mais adequado a opção por alguma das tecnologias que compõem o sistema de levitação para a transporte: a tecnologia eletromagnética (EML), baseado em forças atrativas; a tecnologia; eletrodinâmica (EDL), de forças repulsivas; e supercondutora (SML) baseada, esta última, na propriedade diamagnética dos supercondutores de elevada temperatura crítica.